# Kalksklinge
Die Kalksklinge ist ein vom Regierungspräsidium Stuttgart am 17. November 1986 durch Verordnung ausgewiesenes Naturschutzgebiet auf dem Gebiet der Gemeinde Mainhardt im Landkreis Schwäbisch Hall in Baden-Württemberg.

## Lage und Beschreibung
Das Naturschutzgebiet liegt im Norden des Gemeindegebiets nördlich von Frohnfalls. Das Kalksklingenbächle ist ein Oberlauf des Hesseltbächles, das wiederum in die Ohrn mündet. Das Gebiet gehört zum Naturraum Schwäbisch-Fränkische Waldberge, liegt eingebettet in das Landschaftsschutzgebiet Steinbacher Tal mit Randgebieten (Oberes Ohrntal) und liegt im Naturpark Schwäbisch-Fränkischer Wald.
Die Klinge liegt in einem geschlossenen Waldbestand, der hier die Eigenschaften eines Schluchtwalds aufweist. In der Klinge hat sich stellenweise Kalktuff gebildet.

## Schutzzweck
Wesentlicher Schutzzweck ist gemäß Schutzgebietsverordnung „die Erhaltung einer natürlichen Klinge im Keuper mit ihren Felsbildungen und der besonderen Flora und Fauna.“